# Stiff Upper Lip
Stiff Upper Lip es el decimocuarto álbum de estudio realizado en el año 2000 por la banda australiana de hard rock AC/DC donde destacan canciones como Stiff Upper Lip (que le da nombre al disco), Give It Up y Can't Stop Rock n' Roll. Fue así su vuelta a los estudios de grabación después de años de ausencia. Se publicó el mismo día que Warning de Green Day y Standing On The Shoulder Of Giants de Oasis.
Precediendo al disco de Black Ice, este no obtuvo el éxito esperado con tan solo 2 millones de discos vendidos en todo el mundo a pesar de haber sido disco de platino en los Estados Unidos.

## Lista de canciones
1. «Stiff Upper Lip» – 3:34
2. «Meltdown» – 3:44
3. «House Of Jazz» – 4:00
4. «Hold Me Back» – 4:00
5. «Safe In New York City» – 4:02
6. «Can't Stand Still» – 3:42
7. «Can't Stop Rock 'N' Roll» – 4:03
8. «Satellite Blues» – 3:50
9. «Damned» – 3:52
10. «Come And Get It» – 4:03
11. «All Screwed Up» – 4:40
12. «Give It Up» – 3:54

- En el sencillo "Safe In New York City" apareció una canción llamada "Cyberspace", que no aparece en el álbum, por lo que se mantuvo inédita hasta 2009, cuando salió en el Box set, "Backtracks".

## DVD
Stiff Upper Lip Live es el nombre de un DVD en vivo lanzado en 2001 por AC/DC, grabado el 14 de junio de 2001, durante el Stiff Upper Lip Tour en Múnich, Alemania. 
La lista de canciones es la siguiente:
1. «Stiff Upper Lip» (A. Young , M. Young )
2. «You Shook Me All Night Long» (A.Young, M.Young, Johnson)
3. «Problem Child» (A.Young, M.Young, Scott)
4. «Thunderstruck» (A.Young, M.Young)
5. «Hell Ain't a Bad Place to Be» (A.Young, M.Young, Scott)
6. «Hard as a Rock» (A.Young, M.Young)
7. «Shoot to Thrill» (A.Young, M.Young, Johnson)
8. «Rock and Roll Ain't Noise Pollution» (A.Young, M.Young, Johnson)
9. «What Do You Do for Money Honey» (A.Young, M.Young, Johnson)
10. «Bad Boy Boogie» (A.Young, M.Young, Scott)
11. «Hells Bells» (A.Young, M.Young, Johnson)
12. «Up to My Neck in You» (A.Young, M.Young, Scott)
13. «The Jack» (A. Young, M. Young, Scott)
14. «Back in Black» (A. Young, M. Young, Johnson)
15. «Dirty Deeds Done Dirt Cheap» (A. Young, M. Young, Scott)
16. «Highway to Hell» (A. Young, M. Young, Scott)
17. «Whole Lotta Rosie» (A. Young, M. Young, Scott)
18. «Let There Be Rock» (A. Young, M. Young, Scott)
19. «T.N.T.» (A. Young, M. Young, Scott)
20. «For Those About to Rock (We Salute You)» (A. Young, M. Young, Johnson)
21. «Shot Down In Flames» (A. Young, M. Young, Scott)

## Miembros
- Brian Johnson - voz
- Angus Young - guitarra solista
- Malcolm Young - guitarra rítmica y coros
- Cliff Williams - bajo y coros
- Phil Rudd - batería

## Certificación
| País           | Ventas    | Certificación |
| -------------- | --------- | ------------- |
| Estados Unidos | 1 000 000 | Platino       |
| Canadá         | 500 000   | Platino       |
| Finlandia      | 27 427    | Oro           |
| Reino Unido    | 500 000   | Platino       |

## Posición en las listas
| Año  | Lista             | Posición |
| ---- | ----------------- | -------- |
| 2000 | The Billboard 200 | 7        |

### Sencillos
| Año  | Sencillo                | Lista                  | Posición |
| ---- | ----------------------- | ---------------------- | -------- |
| 2000 | «Stiff Upper Lip»       | Mainstream Rock Tracks | 1        |
| 2000 | «Satellite Blues»       | Mainstream Rock Tracks | 7        |
| 2000 | «Meltdown»              | Mainstream Rock Tracks | 22       |
| 2000 | «Safe in New York City» | Mainstream Rock Tracks | 21       |